# Yōko Nogiwa
Yōko Nogiwa (野際 陽子, Nogiwa Yōko), née le 24 janvier 1936 à Tsubata et morte le 13 juin 2017 à Tokyo, est une actrice japonaise.

## Biographie
Yōko Nogiwa rejoint la NHK comme présentatrice de journal télévisé en 1958 après avoir obtenu son diplôme à l'université Rikkyō à Tokyo. Elle quitte la chaîne en 1962 et fait ses débuts d'actrice l'année suivante dans la série télévisée Hi no utsuwa. En 1966, elle part à Paris pour étudier la littérature française à la Sorbonne, où elle avait toujours rêvé d'étudier.
De retour au Japon en 1968, elle reprend son métier d'actrice et se fait connaitre auprès du grand public avec la série policière à succès Key Hunter (en) (1968-1973) dans laquelle elle joue aux côtés de celui qui deviendra son mari, Sonny Chiba.
Diagnostiquée d'un cancer du poumon en 2014, elle meurt le 13 juin 2017 à l'âge de 81 ans dans un hôpital de Tokyo,.

### Vie privée
Yōko Nogiwa est mariée à l'acteur Sonny Chiba de 1973 jusqu'en 1994. Leur fille aînée Juri Manase (en) est actrice.

## Filmographie partielle

### Au cinéma
- 1964 : Le Ninja du vent (風の武士, Kaze no bushi?) de Tai Katō
- 1966 : La Légende des yakuzas : Duel à mort pendant la fête à Kanda (日本侠客伝 血斗神田祭り, Nihon kyōkakuden: Ketto Kanda-matsuri?) de Masahiro Makino
- 1968 : Otoko no okite (男の掟?) de Mio Ezaki
- 1968 : Saraba Mosukuwa gurentai (さらばモスクワ愚連隊?) de Hiromichi Horikawa
- 1971 : Keiji monogatari: Kyōdai no okite (刑事物語 兄弟の掟?) de Shun Inagaki
- 1972 : Koi no natsu (恋の夏?)  de Hideo Onchi
- 1977 : Edogawa Ranpo no injū (江戸川乱歩の陰獣?) de Tai Katō
- 1978 : Kugatsu no sora (九月の空?) de Shigeyuki Yamane
- 1979 : Nichiren (日蓮?) de Noboru Nakamura : la femme de Toki Jonin
- 1980 : 203 kōchi (二百三高地?) de Toshio Masuda : Nogi Sizuko
- 1984 : Natsufuku no Ibu (夏服のイヴ?) de Kiyoshi Nishimura
- 1989 : Shasō (社葬?) de Toshio Masuda : Shizuko Okabe
- 1992 : Distant Justice (DISTANT JUSTICE 復讐は俺がやる?) de Tōru Murakawa
- 1996 : La Femme du supermarché (スーパーの女, Sūpā no onna?) de Jūzō Itami : une cliente
- 1999 : Salaryman Kintarō (サラリーマン金太郎, Sararīman Kintarō?) de Takashi Miike
- 2001 : Minna no ie (みんなのいえ?) de Kōki Mitani
- 2002 : Trick de Yukihiko Tsutsumi : Satomi Yamada

### À la télévision
- 1963 : Hi no utsuwa (悲の器?) (série télévisée)
- 1968 - 1973 : Key Hunter (en) (キイハンター, Kii Hantā?) (série télévisée)
- 1992 : Zutto anata ga sukidatta (ずっとあなたが好きだった?)
- 1994 : Sweet home (série télévisée)
- 1997 : Boku ga boku de aru tame ni (僕が僕であるために?) de Kōzō Nagayama (ja) (téléfilm)
- 2005 : Dragon Zakura (ドラゴン桜, Doragon Zakura?) : Yuriko Tatsuno (série télévisée)